# Ma vie. Souvenirs, rêves et pensées
Ma vie. Souvenirs, rêves et pensées, (titre original allemand Erinnerungen, Träume, Gedanken) est l'autobiographie partielle du psychiatre suisse Carl Gustav Jung (1875-1961), qu'il a entreprise en 1957, une partie des éléments ayant été recueillie par Aniéla Jaffé. L'œuvre fut publiée dans sa version originale allemande l'année de sa mort (1961) et en traduction française en 1967. Ce livre relate l'enfance de Jung, sa vie privée et son exploration de la psyché.

## Les auteurs
En 1956 Kurt Wolff, éditeur et propriétaire de la maison d'édition Pantheon Books, exprime le désir de publier une biographie de Jung. Le Dr Jolande Jacobi, une associée de Jung, propose qu'Aniéla Jaffé soit la biographe. Jung a été d'abord très réticent à collaborer avec Aniéla Jaffé, mais en raison de sa conviction croissante de l'importance de ce travail, il s'impliqua davantage dans le projet et commença à écrire lui-même une partie du texte.
Au total, Jung rédigea les trois premiers chapitres, consacrés à son enfance et à sa vie de jeune adulte, ainsi que le chapitre intitulé Pensées tardives et celui relatant ses voyages au Kenya et en Ouganda. Le reste du texte a été rédigé par Aniéla Jaffé d'après les conversations qu'elle a eues avec Jung.

## Les controverses
Le sujet et l'arrangement des manuscrits jusqu'alors inédits furent l'objet d'âpres discussions. Sous prétexte de préserver la vie privée de ce dernier, la famille de Jung aurait insisté pour que des suppressions et d'autres modifications soient effectuées. Les éditeurs penchaient pour des coupes massives dans le texte pour diminuer le prix de l'impression. Aniéla Jaffé elle-même fut accusée de censure quand elle commença à exercer son autorité de rédactrice désignée par Jung pour reformuler certaines de ses réflexions sur le christianisme, qu'elle jugeait trop controversées.
Finalement, le texte litigieux (notamment un chapitre intitulé « Rencontres » décrivant certains amis et la manière dont Jung fit la connaissance de diverses personnes) fut intégré dans d'autres chapitres, et Pantheon Books mit fin aux pressions réclamant des suppressions supplémentaires après qu'Aniéla Jaffé et d'autres eurent protesté.

## Traductions
Le livre fut publié en anglais en 1963, deux ans après la mort de Jung sous le titre : Memories, Dreams, Reflections.